# مورچه‌مرغ کاکل‌کرکی
مورچه‌مرغ کاکُل‌کُرکی (نام علمی: Rhegmatorhina melanosticta) نام یک گونه از سرده بینی‌شکافته‌ها است.